# Союз Т-11
«Союз Т-11» — пилотируемый космический корабль, на котором состоялся советско-индийский космический полёт. На эмблеме полёта — солнечное божество Сурья в колеснице, запряженной семёркой лошадей.

## Параметры полёта
- Масса аппарата — 6,85 т.
- Наклонение орбиты — 51,6°.
- Период обращения — 88,7 мин.
- Перигей — 195 км.
- Апогей — 224 км.

## Экипаж
- Малышев, Юрий Васильевич (2) — командир корабля
- Стрекалов, Геннадий Михайлович (3) — бортинженер
- Шарма, Ракеш (англ. Rakesh Sharma) (1) — космонавт-исследователь

## Дублирующий экипаж
- Березовой, Анатолий Николаевич — командир корабля
- Гречко, Георгий Михайлович — бортинженер
- Мальхотра, Равиш (англ. Ravish Malhotra) — космонавт-исследователь

## Экипаж при приземлении
- Кизим, Леонид Денисович — командир корабля
- Соловьёв, Владимир Алексеевич — бортинженер
- Атьков, Олег Юрьевич — космонавт-исследователь

## Описание полёта
Третья экспедиция посещения орбитального научного комплекса «Салют-7» — «Союз Т-10». В состав экипажа входил первый космонавт Индии — Ракеш Шарма. Индия становится четырнадцатой страной, имеющей своего космонавта.
В это время на станции «Салют-7» находился третий долговременный экипаж: Леонид Кизим, Владимир Соловьёв и Олег Атьков.
Космонавты Малышев, Стрекалов и Шарма вернулись на Землю в корабле «Союз Т-10» 11 апреля 1984 года в 10:50 (UTC). Продолжительность их полёта составила 7 суток 21 час 41 минут.
Долговременный экипаж станции «Салют-7» вернулся на Землю в корабле «Союз Т-11».

## Филателия
3 апреля 1984 года почта Индии выпустила почтовую марку, посвящённую советско-индийскому полёту, с изображением орбитальной станции «Салют-7» с пристыкованными космическими кораблями «Союз Т-10» и «Союз Т-11» (Sc #1058). В том же апреле 1984 года почта СССР тиражом 1,4 млн экземпляров выпустила почтовый блок с эмблемой Интеркосмоса, эмблемой советско-индийского полёта (с солнечным божеством Сурья в колеснице), Государственными флагами СССР и Индии, изображением космических кораблей «Союз Т-10», «Союз Т-11», орбитальной станции «Салют-7» и работы в ней советско-индийского экипажа (ЦФА [АО «Марка»] № 5494).

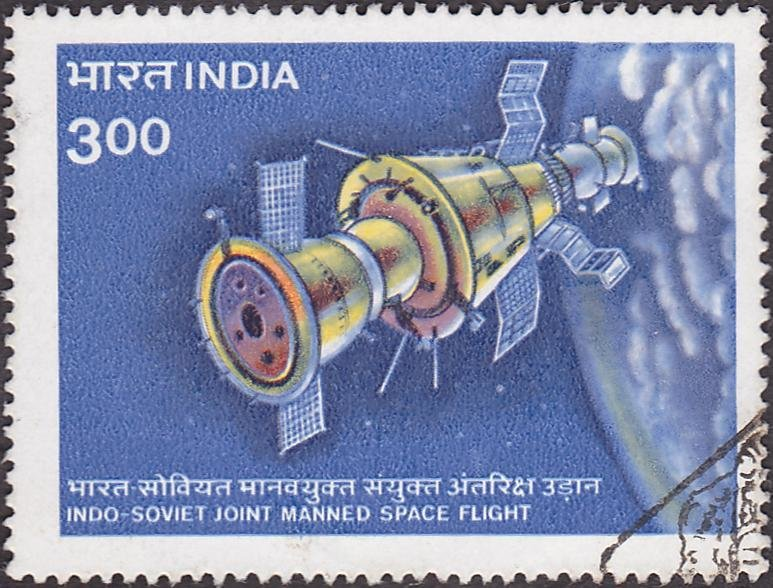
Индийско-советский полет на почтовой марке Индии 1984 года
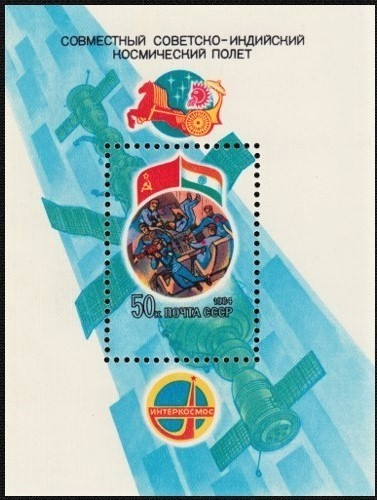
Посвящённый полёту почтовый блок СССР 1984 года (ЦФА [АО «Марка»] № 5494)